# Elecciones provinciales de Cañar de 2023
Las elecciones provinciales de Cañar de 2023 hacen referencia al proceso electoral que se llevará a cabo el 5 de febrero de dicho año con el fin de designar a las autoridades locales para el período 2023-2027. Se elegirá a un prefecto y viceprefecto en binomio electoral.

## Preparación
La elección de las autoridades locales que se posesionarán el 14 de mayo de 2023 comenzó su preparación con la definición del plan operativo y del presupuesto inicial de las Elecciones seccionales será de 109 300 000 dólares, aprobado por el Consejo Nacional Electoral (CNE), El monto es 29% menor al destinado por el órgano electoral en las  elecciones seccionales de 2019.

## Precandidaturas Retiradas

### Prefecto
| Lista       | Logo | Partido / Movimiento | Precandidato a la Prefectura | Razón                                                                                   | Ref   |
| ----------- | ---- | --- | ---------------------------- | --------------------------------------------------------------------------------------- | ----- |
| 3           |      | Partido Sociedad Patriótica | Fernando Romo Carpio         | Endosa a Zoila Coronel                                                                  | [ 2 ] |
| 12 16 25 33 |      | Unidos por Cañar Conformado por: - Izquierda Democrática - Movimiento AMIGO - Movimiento Construye - Movimiento Renovación Total | Santiago González Castro     | Alianza escoge otro candidato                                                           | [ 3 ] |
| 18          |      | Pachakutik | Carlos Sucuzhañay Sacta      | Descarta participar en elecciones primarias del MUPP Candidato a la alcaldía de Azogues | [ 4 ] |

### Viceprefecto
| Lista       | Logo | Partido / Movimiento | Precandidato a la alcaldía | Razón                         | Ref   |
| ----------- | ---- | --- | -------------------------- | ----------------------------- | ----- |
| 12 16 25 33 |      | Unidos por Cañar Conformado por: - Izquierda Democrática - Movimiento AMIGO - Movimiento Construye - Movimiento Renovación Total | Narcisa Pastoriza Calderón | Alianza escoge otro candidato | [ 5 ] |

## Candidaturas
| Lista       | Logo | Partido / Movimiento | Prefecto                         | Cargos Previos                                              | Viceprefecto                    | Ref                  |
| ----------- | ---- | --- | -------------------------------- | ----------------------------------------------------------- | ------------------------------- | -------------------- |
| 2           |      | Movimiento Unidad Popular | Pedro Argudo Sarmiento           | Gerente de BYGGE Cía. Ltda.                                 | María Fernanda Cárdenas Amoroso | [ 6 ] [ 7 ]          |
| 3 21 23     |      | Cañar Renace Contigo Conformado por: - Partido Sociedad Patriótica - Movimiento CREO - Partido SUMA                              | Zoila Coronel Ramírez            | Coordinadora Zonal 6 de la Secretaría de DD.HH (2019)       | José Mendoza Portilla           | [ 8 ] [ 9 ]          |
| 5 17        |      | Cañar Emprende Conformado por: - Revolución Ciudadana - Partido Socialista Ecuatoriano                                           | Marcelo Jaramillo Calle          | Presidente de la Cámara de Comercio e Industrias de Azogues | Ximena Andrade Verdugo          | [ 10 ] [ 11 ] [ 12 ] |
| 12 16 25 33 |      | Unidos por Cañar Conformado por: - Izquierda Democrática - Movimiento AMIGO - Movimiento Construye - Movimiento Renovación Total | Denis Paladines Eras             | Vicepresidente de la Federación Deportiva del Cañar         | Vanessa Guevara Sánchez         | [ 13 ]               |
| 18          |      | Pachakutik | Belisario Chimborazo Pallchisaca | Alcalde de Cañar (2009-2019)                                | Valentina Rivas Toledo          | [ 14 ] [ 15 ]        |
| 20          |      | Movimiento Democracia Sí | Diego Ormaza Andrade             | Prefecto del Cañar (2000-2009)                              | Diana Bernal Martínez           | [ 8 ]                |

### Apoyos Partidistas a Candidatos Provinciales
En esta lista se muestra todos los movimientos provinciales, cantonales y parroquiales que se encuentran habilitados por el Consejo Nacional Electoral (Ecuador) en donde los mismos expresaron públicamente su apoyo partidista a las candidaturas a la prefectura del Cañar
| Lista | Partido                                      | Coalición                                  | Candidatos Provinciales          | Candidatos Provinciales         |
| Lista | Partido                                      | Coalición                                  | Prefecto                         | Viceprefecto                    |
| ----- | -------------------------------------------- | ------------------------------------------ | -------------------------------- | ------------------------------- |
| 2     | Movimiento Unidad Popular                    | Sin Alianza                                | Pedro Argudo Sarmiento           | María Fernanda Cárdenas Amoroso |
| 3     | Partido Sociedad Patriótica                  | Cañar Renace Contigo                       | Zoila Coronel Ramírez            | José Mendoza Portilla           |
| 21    | Movimiento CREO                              | Cañar Renace Contigo                       | Zoila Coronel Ramírez            | José Mendoza Portilla           |
| 23    | Partido SUMA                                 | Cañar Renace Contigo                       | Zoila Coronel Ramírez            | José Mendoza Portilla           |
| 6     | Partido Social Cristiano                     | Participa en Alianza Cantonal (La Troncal) | Zoila Coronel Ramírez            | José Mendoza Portilla           |
| 103   | Movimiento Acción Solidaria de La Troncal    | Participa en Alianza Cantonal (La Troncal) | Zoila Coronel Ramírez            | José Mendoza Portilla           |
| 5     | Revolución Ciudadana                         | Cañar Emprende                             | Marcelo Jaramillo Calle          | Ximena Andrade Verdugo          |
| 17    | Partido Socialista Ecuatoriano               | Cañar Emprende                             | Marcelo Jaramillo Calle          | Ximena Andrade Verdugo          |
| 12    | Izquierda Democrática                        | Unidos Por Cañar                           | Denis Paladines Eras             | Vanessa Guevara Sánchez         |
| 16    | Movimiento AMIGO                             | Unidos Por Cañar                           | Denis Paladines Eras             | Vanessa Guevara Sánchez         |
| 25    | Movimiento Construye                         | Unidos Por Cañar                           | Denis Paladines Eras             | Vanessa Guevara Sánchez         |
| 33    | Movimiento Renovación Total                  | Unidos Por Cañar                           | Denis Paladines Eras             | Vanessa Guevara Sánchez         |
| 106   | Movimiento Unidos Somos Más                  | Participa en Alianza Cantonal (Azogues)    | Denis Paladines Eras             | Vanessa Guevara Sánchez         |
| 4     | Pueblo, Igualdad y Democracia                | No Participa                               | Denis Paladines Eras             | Vanessa Guevara Sánchez         |
| 18    | Pachakutik                                   | Sin Alianza                                | Belisario Chimborazo Pallchisaca | Valentina Rivas Toledo          |
| 20    | Movimiento Democracia Sí                     | Sin Alianza Provincial                     | Diego Ormaza Andrade             | Diana Bernal Martínez           |
| 104   | Movimiento Incluyente y Organizado           | Participa en Alianza Cantonal (Azogues)    | Diego Ormaza Andrade             | Diana Bernal Martínez           |
| 1     | Centro Democrático                           | No Participa                               | No apoyara ningún candidato      | No apoyara ningún candidato     |
| 8     | Avanza                                       | No Participa                               | No apoyara ningún candidato      | No apoyara ningún candidato     |
| 35    | Movimiento MOVER                             | No Participa                               | No apoyara ningún candidato      | No apoyara ningún candidato     |
| 101   | Movimiento Reivindicación Troncaleña         | Movimiento Cantonal No Participa           | No apoyara ningún candidato      | No apoyara ningún candidato     |
| 102   | Movimiento Ally Kawsay                       | Movimiento Cantonal No Participa           | No apoyara ningún candidato      | No apoyara ningún candidato     |
| 105   | Movimiento Político Juvenil Nueva Generación | Movimiento Cantonal No Participa           | No apoyara ningún candidato      | No apoyara ningún candidato     |

## Resultados
|  | 34.11 % |

|  | 27.91 % |

|  | 14.10 % |

|  | 12.43 % |

|  | 9.09 % |

|  | 2.37 % |

|  | 100 % |